# Casa de la Vila (Vila-rodona)
La Casa de la Vila és la casa consistorial de Vila-rodona (Alt Camp) inclosa a l'Inventari del Patrimoni Arquitectònic de Catalunya.

## Descripció
Edifici entre mitgeres, que fa cantonada amb el carrer de la Font. Consta de planta baixa, dos pisos i terrat. La distribució d'ambdues façanes és simètrica amb alternança d'obertures rectangulars i d'arc escarser. La façana principal, que dona a la plaça dels arbres, presenta un tractament més acurat que la lateral: balcons, elements decoratius de la barana del terrat... Així mateix, en el conjunt de la façana principal, el cos central, que correspon a la porta d'accés, es troba lleugerament avançat. S'observen modificacions a la planta baixa.

## Història
L'any 1856, en una reunió de l'Ajuntament i els principals propietaris de Vila-Rodona, es decidí d'invertir part del producte de les vendes dels béns de propis i comuns desamortitzats en la construcció d'una nova Casa de la Vila. L'emplaçament elegit pertanyia als propis del comú i permetia la construcció d'un edifici capaç d'encabir no únicament les dependències municipals, sinó també les escoles. Aquesta obra formava part d'un pla més ampli, que incloïa la substitució del cementiri vell i de l'hort del rector per una plaça pública. El 19-2-1862 ja es disposava dels plànols i dels pressupostos. La part més important de la construcció es realitzà entre 1870 (data que figura a la porta) i 1871, tot i que les obres per enllestir-la definitivament van continuar fins al final de la Dècada. Així, els balcons s'hi van posar el 1878, data que apareix al ferro del balcó principal.